# Cisek

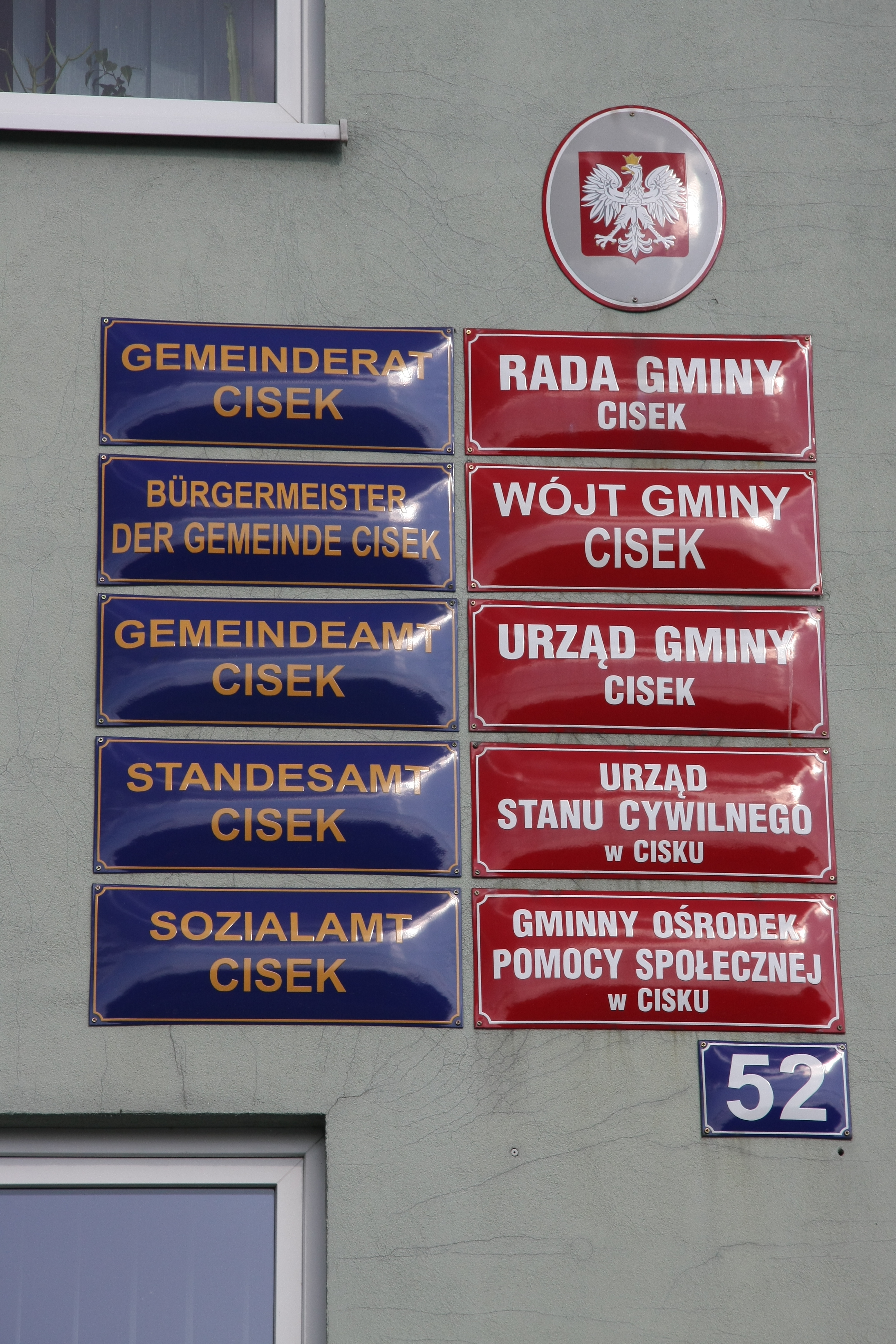
Dwujęzyczne tablice na urzędzie gminnym w Cisku

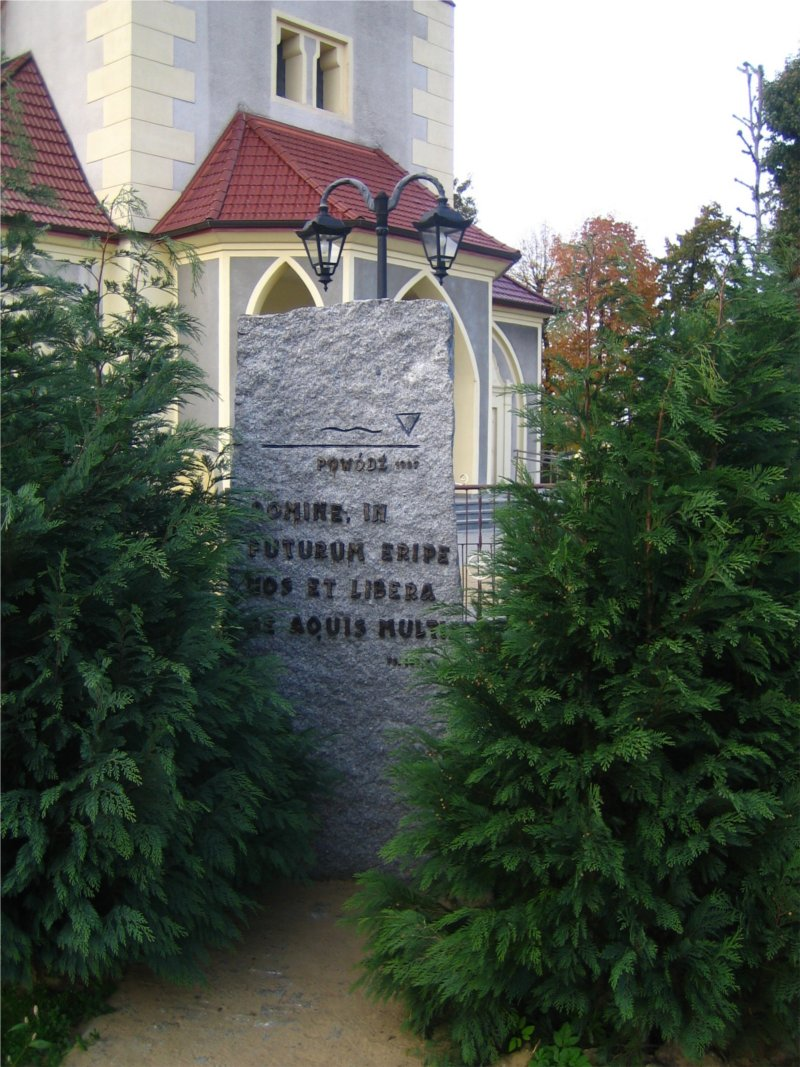
Kamień ku pamięci powodzi w roku 1997

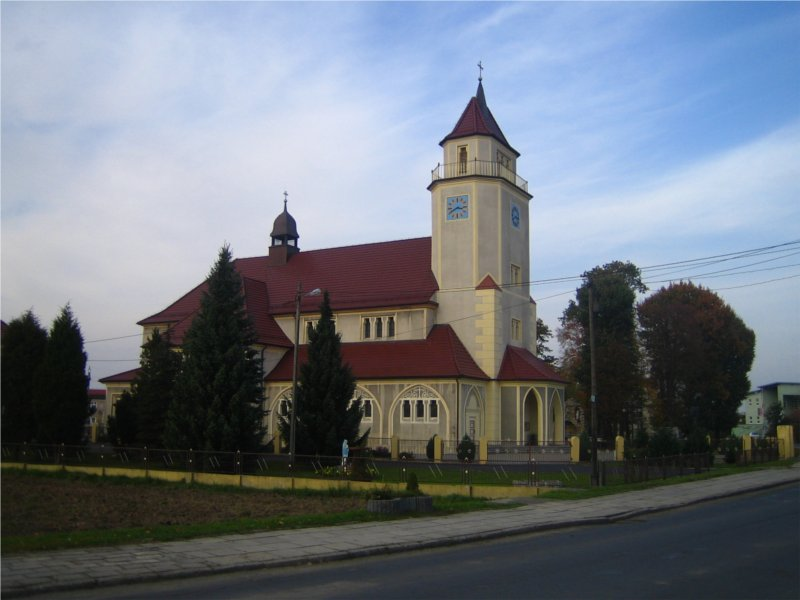
Kościół pw. Nawiedzenia NMP

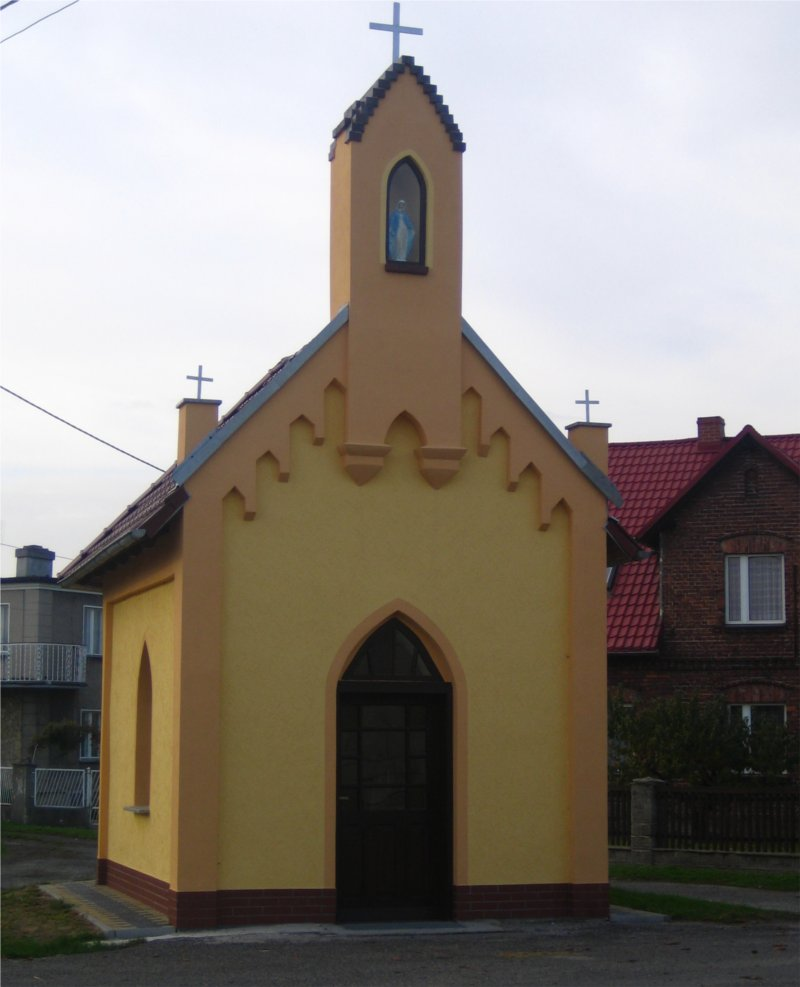
Kaplica przydrożna

Cisek (dodatkowa nazwa w j. niem. Czissek, w latach 1934-1945 Friedenau) – wieś w Polsce, położona w województwie opolskim, w powiecie kędzierzyńsko-kozielskim, w gminie Cisek. Siedziba gminy Cisek.
W latach 1975–1998 wieś położona była w ówczesnym województwie opolskim.
Historycznie leży na Górnym Śląsku.

## Nazwa
Miejscowość ma metrykę średniowieczną. Nazwa notowana jest w różnych formach w historycznych dokumentach. Po raz pierwszy jako Chischi (1239), a później także in Ciska oraz in Cziska (1241), Czissky (1523), Czissek (1679), Tschizek (1743), Czysek (1783), Czissek, Cisek (1845), Cisek, Ciski, Czyżki, Czisek (1896), Ciski (Czissek) - Friedenau O.S. (1939). Jako pierwotną nazwę językoznawcy podają Ciski od słowa cisek lub nazwy osobowej Cisek.
Nazwa wioski pochodzi od polskiej nazwy cisu pospolitego (Taxus baccata). Niemiecki nauczyciel Heinrich Adamy zalicza nazwę do grupy miejscowości, których nazwy pochodzą od tego drzewa - "von cis = Eibenbaum (taxus)". W swoim dziele o nazwach miejscowości na Śląsku wydanym w 1888 roku we Wrocławiu jako najstarszą zanotowaną nazwę wsi podaje ją w obecnie stosowanej, polskiej formie Cisek notując jej znaczenie "Eibenort" czyli "miejscowość cisów". Niemcy zgermanizowali nazwę na Czissek w wyniku czego utraciła ona swoje pierwotne znaczenie. Na mapie WIG z 1932 roku jako polska nazwa widnieje Ciski.
W latach 1935–1945 ze względu na polskie pochodzenie nazwy nazistowska administracja III Rzeszy zmieniła ją na nową, całkowicie niemiecką Friedenau.

## Integralne części wsi
| SIMC    | Nazwa   | Rodzaj     |
| ------- | ------- | ---------- |
| 0492724 | Bełk    | przysiółek |
| 0492718 | Olszowa | część wsi  |

## Historia
Pierwsze wzmianki o wsi Ciska pochodzą z 1241, a w 1532 wymieniona jest jako Czisky, a także Cisek.
Od końca XVIII w. do 1933 roku na pieczęci gminnej przedstawiono leżący snop zboża skierowany w lewo, nad nim dwa skrzyżowane cepy.
W 1830 wieś liczyła 564 mieszkańców i 138 posesji, natomiast w 1845: 760 mieszkańców oraz 129 domów. W katolickiej szkole założonej w 1818 zatrudniony jest jeden nauczyciel i 1 pomocnik nauczyciela. Do szkoły tej uczęszczały dzieci z Ciska, Biadaczowa i Landzmierza.
W 1865 we wsi była karczma, 11 kmieci, 112 chałupników gospodarujących na 1471 morgach roli. Ogólna powierzchnia wsi wynosiła 2037 mórg.
Według spisu ludności z 1910 roku w miejscowości mieszkało 1219 mieszkańców z czego 1206 deklarowało Język polski, a 13 język niemiecki. W okresie plebiscytu na Górnym Śląsku w kwietniu 1920 roku do Ciska przeniesiono Polski Komitet Plebiscytowy na powiat kozielski. W plebiscycie z roku 1921 na ogólną liczbę 760 głosujących, za Polską opowiedziało się 648 osób. W spisie z 1925 roku, język polski jako ojczysty 901 osób, język niemiecki 64 osoby oraz 343 osoby jako dwujęzyczne.
Ze względu na położenie po lewej stronie Odry miejscowości nie objęły walki w czasie powstań śląskich jednak w III powstaniu brali udział ochotnicy ze wsi. Po jego zakończeniu niemieckie bojówki rozpoczęły prześladowania tych osób i w 1921 roku zamordowały kilku z nich: Jana Kulinę, Klemensa Jarzynę oraz Marcjana Jasika.
W latach 1925–1933 we wsi funkcjonowała polska publiczna szkoła mniejszościowa założona z inicjatywy Józefa Planetorza. Przez prawie cały okres odbywały się tu kursy religii w języku polskim, a frekwencja dzieci była prawie 100%. Znajdowały się tu także: oddział Polsko-Katolickiego Towarzystwa Szkolnego, gniazdo Towarzystwa Gimnastycznego „Sokół”, miejscowa grupa związku Polaków, chór „Echo” oraz polska biblioteka. Znanymi działaczami polskimi z tamtego okresu są Józef Planetorz, Antoni Korkosz i Antoni Stefanides. W okresie międzywojennym w miejscowości działał oddział Związku Polaków w Niemczech.
W 1937 roku miejscowość stała się głośna w środowisku Polonii niemieckiej ze względu na nieudzielenie przez władze powiatowe w Koźlu pozwolenia na zawieszenie na wieży kościoła w Ciskach dzwonów ufundowanych przez polskich parafian z polskim napisem „Zdrowaś Mario, módl się za nami!”. Władze niemieckie orzekły, że wieża jest za słaba na wieszanie tak ciężkich dzwonów. Ostatecznie po roku uzgodnień władze landratu wyraziły zgodę na zawieszenie dzwonów po „odchudzeniu” ich z polskich napisów. Związek Polaków w Niemczech zarejestrował także kolejne dwa przypadki niszczenia polskich napisów, które umieszczone były na przydrożnych krzyżach. W czasie II wojny światowej niemieckie władze rozpoczęły akcję usuwania polskich mieszkańców wsi, których zsyłano do obozów koncentracyjnych. W ramach tych działań do obozów trafili: Władysław Planetorz, Antoni Stefanides i Władysław Karkosz. Na szczęście dla pozostałych mieszkańców, akcji tej nie dokończono z powodów gospodarczych.  
21 na 22 I 1945 r. niemieccy strażnicy z SS zamordowali we wsi 5 więźniów ewakuowanych z obozu w Auschwitz.
Podczas spisu powszechnego w 2002 roku w gminie więcej mieszkańców zadeklarowało narodowość niepolską (niemiecka i śląska – 3046) niż polską (2921).
W 2007 roku na terenie Ciska (i gminy) obowiązuje podwójne polsko-niemieckie nazewnictwo geograficzne.

### Powódź w 1997 roku
W nocy z 8 na 9 lipca 1997 doszło do największej powodzi w historii Ciska. Zniszczonych zostało prawie 100% upraw oraz wiele dróg.

## Zabytki
Do wojewódzkiego rejestru zabytków wpisany jest:
- kościół parafialny pw. Nawiedzenia Najświętszej Maryi Panny, neogotycki, wybudowany w l. 1922-1927

Inne zabytki:
- kapliczka przydrożna

## Liczba ludności
Cisek podlega pod Urząd Statystyczny w Opolu, oddział w Prudniku.
| Rok  | Liczba ludności |
| ---- | --------------- |
| 1880 | 1070            |
| 1933 | 1394            |
| 1939 | 1433            |
| 1945 | 1320            |
| 1948 | 1233            |
| 1960 | 1367            |

Źródło: Dane z Gminy Cisek.

## Gospodarka
Cisek jest wsią rolniczą.

## Statystyka ogólna
- Liczba ludności: 1485
- Gęstość zaludnienia: 280 osób/km²
- Powierzchnia: 5,3 km²
- Lasy i grunty leśne: 450 ha

Dane: GUS 2005 r.

## Edukacja
- Publiczna Szkoła Podstawowa im. Władysława Planetorza w Cisku, ul. Wł. Planetorza 21

## Gminy partnerskie
- Breitungen/Werra
- Körperich